# Georg Ludwig Agricola
Georg Ludwig Agricola (* 25. Oktober 1643 in Großfurra; † 20. Februar 1676 in Gotha) war ein deutscher Komponist und Kapellmeister.

## Leben
Agricola wurde in Großfurra bei Sondershausen geboren. Nach dem Besuch der Gymnasien in Eisenach und Gotha immatrikulierte er sich an der Leipziger Universität. Von dieser wechselte er an die Universität Wittenberg, um sein Theologiestudium als Magister abzuschließen. 1670 wurde er als Nachfolger von Wolfgang Carl Briegel Hofkapellmeister in Gotha. Nach seinem Tod wurde Wolfgang Michael Mylius Nachfolger in diesem Amt.

## Werke
- Buß- und Communionlieder mit 5 und mehr Stimmen, Gotha 1675.
- Deutsche geistliche Madrigalien mit 2—6 Stimmen, Gotha 1675.
- Musikalische Nebenstunden in etlichen Sonaten, Präludien, Allemanden etc. mit 2 Violinen, 2 Violen und Generalbaß, Mühlh. 1670 (Becker, Tonw.).
- Sonaten, Präludien, Allemanden etc. auf französische Art, 3 Teile, Gotha 1675.